# Сарабанди, Фереште
Фереште́ Сарабанди́ (перс. فرشته سرابندی‎; род. 4 июня 1970, Шираз, Иран) — иранская актриса, режиссёр и сценарист.

## Биография
Родилась 4 июня 1970 года в Ширазе (Иран). Училась в режиссуре в художественном факультете Тегеранского университета. Начала свою актёрскую карьеру на сцене университета. Она стала лучшей актрисой в театральном фестивале студентов. На Фаджре в театральном фестивале Сарабанди снова стала лучшей актрисой. На этот раз она сама занималась сценарием и режиссурой своего номера. Также Сарабанди выиграла номинацию «Лучшая женская роль» на первом Международном Видеокинофестивале в Тегеране.

## Фильмография
- 2010 — Мои шаги
- 2008 — Пророк Юсуф — Лия бинт Лабан
- 2002 — Другой рай
- 2001 — Высота
- 1999 — Потерял половину
- 1996 — Дети небес